# Дов Йосеф
Дов Йосеф (івр. דב יוסף; 27 травня 1899, Монреаль, Канада — 7 січня 1980, Беер-Шева, Ізраїль) — ізраїльський державний діяч. Обіймав посаду військового губернатора Єрусалиму під час арабо-ізраїльської війни 1947—1949 років. Згодом обіймав посади міністра в дев'яти урядах Ізраїлю.

## Біографія
Народився в Монреалі. Здобув вищу освіту в галузі гуманітарних наук і економіки в Університеті Макгілла з присвоєнням докторського ступеня з філософії (Ph.D.). Крім того, здобув юридичну освіту в Університеті Лаваля та Лондонському університеті, після чого отримав право на адвокатську діяльність. У Канаді був одним із засновників Асоціації молодих юдеїв і деякий час її президентом. Під час Першої світової війни був співробітником канадського Єврейського легіону, який займався питаннями репатріації в Ізраїль.
У 1918 році переїхав до Ізраїлю, який був на той момент частиною підмандатної Лізі Націй території Палестини, і почав успішну адвокатську кар'єру. У 1933 році вступив в партію Мамай і в 1936 році став юрисконсультом Виконавчої ради Єврейського агентства і заступником директора його політичного департаменту. Під час Другої світової війни був координатором Єврейського агентства для мобілізації добровольців для британської армії. У 1945 році був призначений до складу Виконавчої ради Єврейського агентства в Єрусалимі. У 1946 р разом з іншими керівниками ішува був заарештований британською владою і ув'язнений в Латруні. У 1948 році увійшов до складу спеціального комітету, створеного для заснування держави Ізраїль і був призначений на посаду військового губернатора Єрусалиму.
Обирався депутатом ізраїльського Кнесету від партії Мапай (1949—1965). Обіймав відповідальні посади в уряді країни:
1949—1950 рр. — міністр нормування і постачання, міністр сільського господарства,
1950—1951 рр. — міністр транспорту,
1951—1952 рр. — міністр промисловості і торгівлі,
1951—1952 рр. — міністр юстиції,
1952—1953 рр. — міністр без портфеля,
1953—1955 рр. — міністр розвитку,
1955 г. — міністр охорони здоров'я,
1961—1966 рр. — міністр юстиції Ізраїлю.
У 1956—1961 рр. був скарбником Єврейського агентства.
У книзі «Вірне місто» (1960, англійська мова) описав облогу Єрусалиму і захоплення Старого міста Арабським легіоном в 1948 році. У монографії «Британське управління в Палестині» (1948, англійська мова) досліджував адміністративну систему британського мандата.
5 січня 1980 років був доставлений в лікарню Сорока в Беер-Шеві. Помер від серцевого нападу. Похований на кладовищі Сінедрія в Єрусалимі.